# Sérgio Ramos (cestista)
Sérgio Bruno Antunes Selores Ramos (Lisbona, 11 dicembre 1975) è un ex cestista portoghese, professionista in Europa.

## Carriera
Nel 2007 è stato convocato per gli Europei in Spagna con la maglia della nazionale di pallacanestro del Portogallo.

## Palmarès
- Coppa di Portogallo: 1

Benfica: 1996
- Liga catalana: 2

Lleida: 2002, 2003